# Morbus Kitahara
Morbus Kitahara är en alternativhistorisk roman från 1995 av den österrikiske författaren Christoph Ransmayr. Den utspelar sig i en alternativ version av efterkrigstidens Centraleuropa, där Morgenthauplanen har implementerats och hela regionen avindustrialiserats, vilket har resulterat i ett hänsynslöst och postapokalyptiskt samhälle. Berättelsens huvudperson är son till en smed och blir livvakt åt den ende man i trakten som äger en bil.
Boken tilldelades Aristeionpriset 1996. Den finns översatt till ett stort antal språk, däribland danska, norska och engelska.